# Chaource
Chaource je naselje in občina v severnem francoskem departmaju Aube regije Šampanja-Ardeni. Leta 2009 je naselje imelo 1.103 prebivalce.

## Geografija
Naselje leži v pokrajini Šampanji 30 km južno od središča departmaja Troyesa.

## Uprava
Chaource je sedež istoimenskega kantona, v katerega so poleg njegove vključene še občine Avreuil, Balnot-la-Grange, Bernon, Chaserey, Chesley, Coussegrey, Cussangy, Étourvy, Les Granges, Lagesse, Lantages, Lignières, La Loge-Pomblin, Les Loges-Margueron, Maisons-lès-Chaource, Metz-Robert, Pargues, Praslin, Prusy, Turgy, Vallières, Vanlay, Villiers-le-Bois in Vougrey s 4.800 prebivalci.
Kanton je sestavni del okrožja Troyes.

## Zanimivosti
- cerkev sv. Janeza Krstnika iz 12. do 16. stoletja, znana po kiparskem delu anonimnega mojstra iz Chaourca Jezusova položitev v grob (1515) in jaslicami iz pozlačenega lesa,
- dvorec Château de la Cordelière iz konca 19. stoletja.
- Po kraju se imenuje lokalni sir, narejen iz kravjega mleka.